# ریکی کمبوئایا
ریکی کمبوئایا (انگلیسی: Ricky Kambuaya؛ زادهٔ ۵ مهٔ ۱۹۹۶) بازیکن فوتبال است.
وی همچنین در تیم‌های ملی فوتبال زیر ۲۳ سال اندونزی و اندونزی بازی کرده‌است.
وی در مسابقات کشوری و بین‌المللی در مجموع برندهٔ ۱ مدال برنز شده‌است.